# Lystrophis
Lystrophis var ett släkte av ormar. Lystrophis ingick i familjen snokar.
Arter enligt Catalogue of Life (2011):
- Lystrophis dorbignyi
- Lystrophis histricus
- Lystrophis matogrossensis
- Lystrophis pulcher
- Lystrophis semicinctus

Alla arter från Lystrophis flyttades till släktet Xenodon.